# Saint-Martin-des-Entrées
Saint-Martin-des-Entrées är en kommun i departementet Calvados i regionen Normandie i norra Frankrike. Kommunen ligger i kantonen Bayeux som ligger i arrondissementet Bayeux. År 2022 hade Saint-Martin-des-Entrées 760 invånare.

## Befolkningsutveckling
Antalet invånare i kommunen Saint-Martin-des-Entrées
Referens:INSEE